# Ejército ucraniano de Galicia
El Ejército ucraniano de Galicia (en ucraniano: Українська галицька армія, romanizado: Ukrayínska hálytska ármiya) fue el ejército ucraniano de la República Popular Ucraniana Occidental durante y después de la guerra polaco-ucraniana; a la región se la conocía también como la «Ucrania del Dniéster» para diferenciarla de la parte oriental del país.

## Equipamiento militar

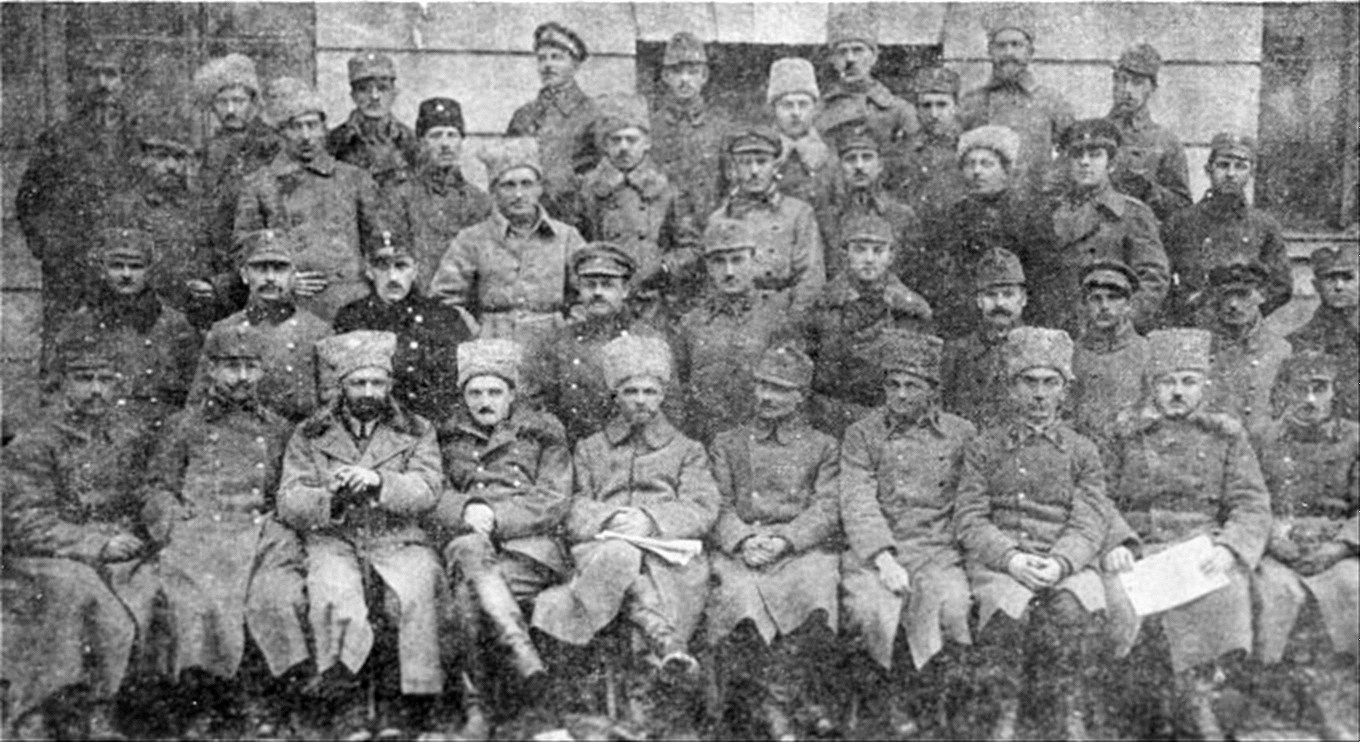
El Estado Mayor del Ejército ucraniano de Galicia.

El Ejército ucraniano de Galicia obtenía sus armas de depósitos austriacos y de las tropas austriacas y alemanas desmovilizadas de los territorios del reino de Galicia y Lodomeria tras el colapso de los Imperios Centrales al final de la Primera Guerra Mundial; sin embargo, los centros de la industria militar austriaca estaban lejos de Galicia, lo que dificultó la obtención de pertrechos y se convirtió en uno de los factores principales de su derrota en la guerra polaco-ucraniana.

## Fuerzas Armadas

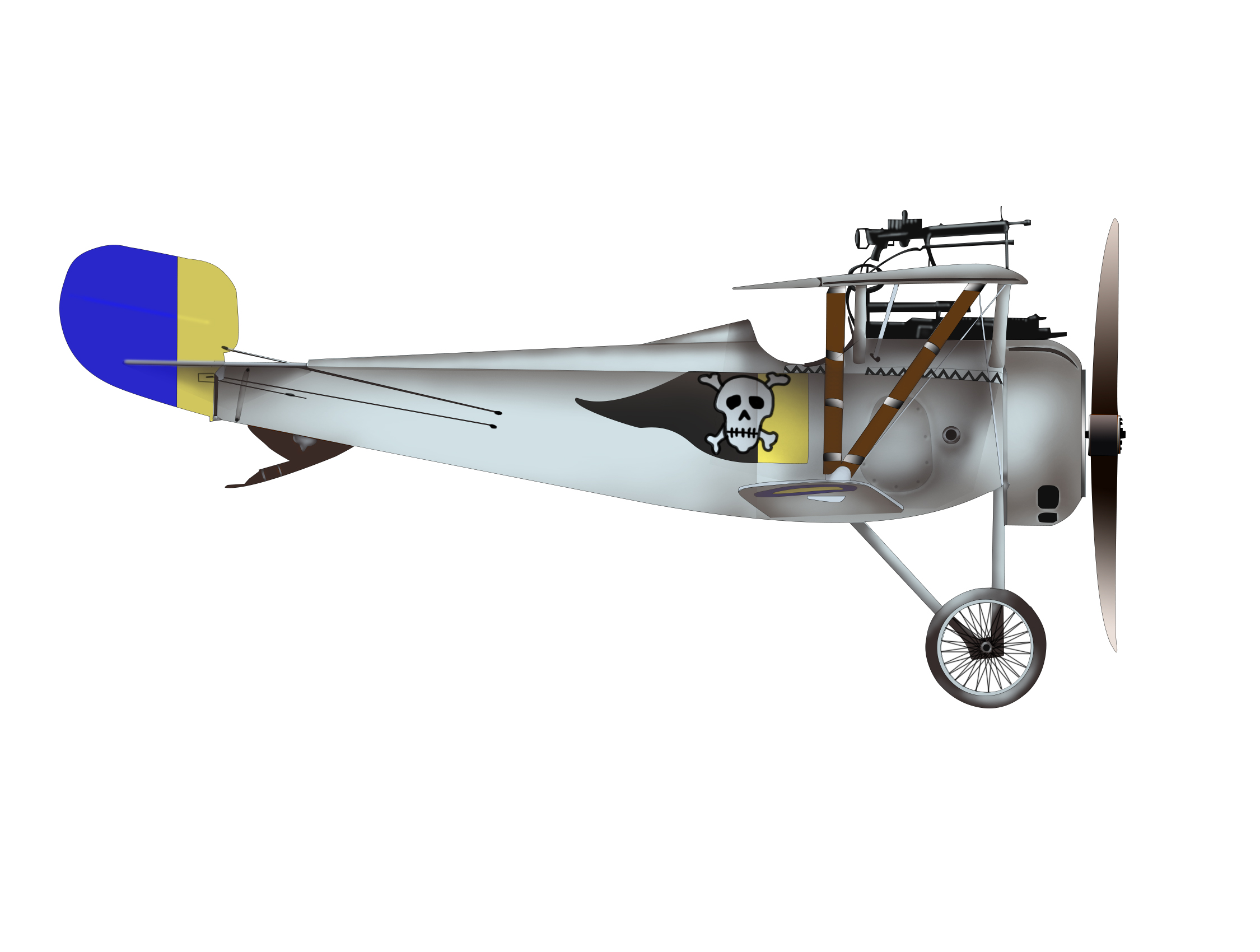
Nieuport 17C, 1919

El Gobierno de la República Popular Ucraniana Occidental estaba bien organizado y fue capaz de movilizar a más de cien mil personas durante la primavera de 1919, cuarenta mil de los ellos combatientes. Debido al estado de pobreza generalizado de los ucranianos, el ejército tenía una proporción muy baja de oficiales con respecto a otros rangos. En el Ejército austrohúngaro, solo eran ucranianos dos de cada mil oficiales y la mayor parte pertenecían a los rangos más bajos de la jerarquía militar.  Como resultado, el Gobierno de la República Popular Ucraniana Occidental alistó a gran cantidad de oficiales del disuelto Ejército ruso zarista, como el general Myjailo Omelianóvych-Pavlenko, comandante en jefe del Ejército. También contó entre sus filas con oficiales desempleados de Austria y Alemania. Por esta razón, el alemán era el idioma que más facilitaba la comunicación entre los oficiales y se convirtió en la lengua dominante en el Ejército de la república. A pesar de las mediadas, aproximadamente tan solo el 2,4% del ejército eran oficiales.
El Ejército Ucraniano de Galicia alcanzó su máximo potencial en junio de 1919, cuando disponía de aproximadamente setenta mil hombres. Tenía una caballería muy limitada, pero la artillería, consistente en antiguas piezas austriacas, era fuerte. El Ejército tenía dos o tres carros de combate y dos trenes blindados. Su fuerza aérea, organizada por Petró Frankó (hijo del poeta Iván Frankó), contaba con cuarenta aviones y, hasta abril de 1919, fue superior a la polaca.

### Unidad de fusileros del Sich
Una unidad regular del Ejército austrohúngaro, la 1.ª Brigada de Fusileros de Sich, se convirtió en la élite del Ejército Ucraniano de Galicia durante la guerra contra Polonia. La formaron en 1914 jóvenes miembros de organizaciones paramilitares y luchó en Galicia y Ucrania contra el Imperio ruso durante la Primera Guerra Mundial. La brigada contaba aproximadamente con ocho mil seiscientos hombres, aunque no todos lucharon en Galicia.

### Batallón judío
El Ejército Ucraniano de Galicia contaba con un batallón judío, reclutado en Ternópil y mandado por el teniente S. Leimberg. Formado en junio de 1919, contaba con mil doscientos hombres y participó en los combates contra los polacos en julio de 1919 y posteriormente contra los bolcheviques. Una epidemia de tifus diezmó el batallón a finales de 1919 y  los supervivientes fueron distribuidos por otras unidades del Ejército Ucraniano de Galicia.